# Rheinwald (valle)
La valle Rheinwald (toponimo tedesco) è una valle del Canton Grigioni in Svizzera, attraversata dal Reno Posteriore.
Corrisponde all'alto corso del Reno Posteriore (25 km) nel tratto compreso tra il Gruppo dell'Adula a ovest e la gola della Rofla a est, sul versante settentrionale del Passo dello Spluga.

## Comuni
Dopo gli accorpamenti comunali del 2019 fanno parte di questa valle i comuni di Rheinwald (con le frazioni di Hinterrhein, Medels im Rheinwald, Nufenen e Splügen) e Sufers.
| Comuni della Domigliasca | Comuni della Domigliasca    | Comuni della Domigliasca |
| Nome del comune          | Popolazione (dicembre 2021) | Superficie km²           |
| ------------------------ | --------------------------- | ------------------------ |
| Rheinwald                | 561                         | 136,81                   |
| Sufers                   | 152                         | 34,62                    |
| Totale                   | 713                         | 171,43                   |